# Final de la Lliga de Campions de la UEFA de 2011
La final de la UEFA Champions League de 2011 va ser un partit de futbol disputat el 28 de maig de 2011 al Wembley Stadium de Londres, on es va decidir el guanyador de la Lliga de Campions de la UEFA de la temporada 2010-11.
La final va ser disputada pel FC Barcelona i el Manchester United FC, els mateixos equips que havien disputat la final del 2009, celebrada a Roma, i que el Barça havia guanyat per 2 a 0. L'arbitre del partit va ser l'hongarès Viktor Kassai.
El nou estadi de Wembley va acollir per primer cop la final de la Copa d'Europa, ja que havia estat inaugurat el 2007. L'antic estadi de Wembley havia acollit cinc finals (les de 1963, 1968, 1971, 1978 i 1992).

## Ruta a la final
| Equip            | PJ | PG | PE | PP | GF | GC | DG  | Pts |
| ---------------- | -- | -- | -- | -- | -- | -- | --- | --- |
| FC Barcelona     | 6  | 4  | 2  | 0  | 14 | 3  | +11 | 14  |
| FC Copenhagen    | 6  | 3  | 1  | 2  | 7  | 5  | +2  | 10  |
| Rubin Kazan      | 6  | 1  | 3  | 2  | 2  | 4  | −2  | 6   |
| Panathinaikos FC | 6  | 0  | 2  | 4  | 2  | 13 | −11 | 2   |

| Equip                | PJ | PG | PE | PP | GF | GC | DG  | Pts |
| -------------------- | -- | -- | -- | -- | -- | -- | --- | --- |
| Manchester United FC | 6  | 4  | 2  | 0  | 7  | 1  | +6  | 14  |
| València CF          | 6  | 3  | 2  | 1  | 15 | 4  | +11 | 11  |
| Rangers FC           | 6  | 1  | 3  | 2  | 3  | 6  | −3  | 6   |
| Bursaspor            | 6  | 0  | 1  | 5  | 2  | 16 | −14 | 1   |

## Final
| FC Barcelona                      | 3–1     | Manchester United FC |
| --------------------------------- | ------- | -------------------- |
| Pedro 27' · Messi 54' · Villa 69' | Informe | Rooney 34'           |

| FC Barcelona | Manchester United |

|               |    |                   |     |       |
|               |    |                   |     |       |
| GK            | 1  | Víctor Valdés     | 85' |       |
| RB            | 2  | Dani Alves        | 60' | 88'   |
| CB            | 14 | Javier Mascherano |     |       |
| CB            | 3  | Gerard Piqué      |     |       |
| LB            | 22 | Eric Abidal       |     |       |
| DM            | 16 | Sergio Busquets   |     |       |
| CM            | 6  | Xavi (c)          |     |       |
| CM            | 8  | Andrés Iniesta    |     |       |
| RF            | 7  | David Villa       |     | 86'   |
| CF            | 10 | Lionel Messi      |     |       |
| LF            | 17 | Pedro             |     | 90+2' |
| Banqueta:     |    |                   |     |       |
| GK            | 38 | Oier              |     |       |
| DF            | 5  | Carles Puyol      |     | 88'   |
| DF            | 21 | Adriano           |     |       |
| MF            | 15 | Seydou Keita      |     | 86'   |
| MF            | 20 | Ibrahim Afellay   |     | 90+2' |
| MF            | 30 | Thiago            |     |       |
| FW            | 9  | Bojan             |     |       |
| Entrenador:   |    |                   |     |       |
| Pep Guardiola |    |                   |     |       |

|                   |    |                   |     |     |
|                   |    |                   |     |     |
| GK                | 1  | Edwin van der Sar |     |     |
| RB                | 20 | Fábio             |     | 69' |
| CB                | 5  | Rio Ferdinand     |     |     |
| CB                | 15 | Nemanja Vidić (c) |     |     |
| LB                | 3  | Patrice Evra      |     |     |
| RM                | 25 | Antonio Valencia  | 79' |     |
| CM                | 16 | Michael Carrick   | 61' | 77' |
| CM                | 11 | Ryan Giggs        |     |     |
| LM                | 13 | Park Ji-sung      |     |     |
| SS                | 10 | Wayne Rooney      |     |     |
| CF                | 14 | Javier Hernández  |     |     |
| Banqueta:         |    |                   |     |     |
| GK                | 29 | Tomasz Kuszczak   |     |     |
| DF                | 12 | Chris Smalling    |     |     |
| MF                | 8  | Anderson          |     |     |
| MF                | 17 | Nani              |     | 69' |
| MF                | 18 | Paul Scholes      |     | 77' |
| MF                | 24 | Darren Fletcher   |     |     |
| FW                | 7  | Michael Owen      |     |     |
| Entrenador:       |    |                   |     |     |
| Sir Alex Ferguson |    |                   |     |     |

| Millor jugador, per la UEFA: Lionel Messi (Barcelona) Millor jugador, pels fans: Lionel Messi (Barcelona) |

|                              |
|                              |
| CAT                          |
| Campió FC Barcelona 4t títol |